# Domaine de chasse de Maika-Penge
Le domaine de chasse de Maika-Penge est un domaine de chasse de la république démocratique du Congo, situé dans le district du Haut-Uele.